# Paepalanthus allemanii
Paepalanthus allemanii är en gräsväxtart som beskrevs av Diogo. Paepalanthus allemanii ingår i släktet Paepalanthus och familjen Eriocaulaceae. Inga underarter finns listade i Catalogue of Life.